# نيفتالي مانزامبي
نيفتالي مانزامبي (23 أبريل 1997 بلواندا في أنغولا - ) هو لاعب كرة قدم سويسري في مركز الوسط. لعب مع ريال سبورتينغ خيخون.

## روابط خارجية
- نيفتالي مانزامبي على موقع قاعدة بيانات كرة القدم.إي يو (الإنجليزية)
- نيفتالي مانزامبي على موقع Soccerway.com (الإنجليزية)
- نيفتالي مانزامبي على موقع عالم كرة القدم.نت (الإنجليزية)